# Padrones de Bureba
Padrones de Bureba és un municipi de la província de Burgos a la comunitat autònoma de Castella i Lleó. Forma part de la comarca de La Bureba.

## Demografia
| 1991 |  | 1996 |  | 2001 |  | 2004 |
| ---- |  | ---- |  | ---- |  | ---- |
| 95   |  | 86   |  | 66   |  | 59   |